# Lagerstremija
Lagerstremija  (lat. Lagerstroemia), rod listopadnog i vazdazelenog grmlja i drveća iz porodice vrbičevki, dio potporodice Lythroideae. 
Postoji 47 vrsta u tropskoj i suptropskoj Aziji i Maleziji i tropskoj Australiji. U Hrvatskoj je tek jedna uvezena vrsta, to je indijski pukalj ili indijska lagerstremija

## Vrste
1. Lagerstroemia anhuiensis X.H.Guo & S.B.Zhou
2. Lagerstroemia calyculata Kurz
3. Lagerstroemia caudata Chun & F.C.How ex S.K.Lee & L.F.Lau
4. Lagerstroemia celebica Blume
5. Lagerstroemia cochinchinensis Pierre
6. Lagerstroemia densa C.H.Gu & D.D.Ma
7. Lagerstroemia densiflora W.J.De Wild. & Duyfjes
8. Lagerstroemia duperreana Pierre ex Gagnep.
9. Lagerstroemia engleriana Koehne
10. Lagerstroemia excelsa (Dode) Chun ex S.K.Lee & L.F.Lau
11. Lagerstroemia floribunda Jack
12. Lagerstroemia fordii Oliv. & Koehne
13. Lagerstroemia gagnepainii Furtado & Montien
14. Lagerstroemia glabra (Koehne) Koehne
15. Lagerstroemia guilinensis S.K.Lee & L.F.Lau
16. Lagerstroemia huamotensis W.J.De Wild. & Duyfjes
17. Lagerstroemia hypoleuca Kurz
18. Lagerstroemia indica L.
19. Lagerstroemia kratiensis W.J.De Wild. & Duyfjes
20. Lagerstroemia langkawiensis Furtado & Montien
21. Lagerstroemia lecomtei Gagnep.
22. Lagerstroemia limii Merr.
23. Lagerstroemia loudonii Teijsm. & Binn.
24. Lagerstroemia macrocarpa Wall. ex Kurz
25. Lagerstroemia menglaensis C.H.Gu, M.C.Ji & D.D.Ma
26. Lagerstroemia micrantha Merr.
27. Lagerstroemia microcarpa Wight
28. Lagerstroemia minuticarpa Debb. ex P.C.Kanjilal
29. Lagerstroemia noei Craib
30. Lagerstroemia ovalifolia Teijsm. & Binn.
31. Lagerstroemia paniculata (Turcz.) S.Vidal
32. Lagerstroemia parviflora Roxb.
33. Lagerstroemia petiolaris Pierre ex Laness.
34. Lagerstroemia poilanei W.J.de Wilde & Duyfjes
35. Lagerstroemia pterosepala Furtado & Montien
36. Lagerstroemia pustulata Furtado & Montien
37. Lagerstroemia ruffordii T.T.Pham & Tagane
38. Lagerstroemia speciosa (L.) Pers.
39. Lagerstroemia spireana Gagnep.
40. Lagerstroemia subangulata (Craib) Furtado & Montien
41. Lagerstroemia subcostata Koehne
42. Lagerstroemia suprareticulata S.K.Lee & L.F.Lau
43. Lagerstroemia tomentosa C.Presl
44. Lagerstroemia undulata Koehne
45. Lagerstroemia vanosii W.J.De Wild. & Duyfjes
46. Lagerstroemia venusta Wall. ex C.B.Clarke
47. Lagerstroemia villosa Wall. ex Kurz
48. Lagerstroemia ×amabilis Makino
49. Lagerstroemia ×egolfii Whittem. & Schori